# Museum Schloss Burgdorf
Das Museum Schloss Burgdorf im Kanton Bern ist ein 2020 eröffnetes Mehrspartenmuseum mit einer regionalgeschichtlichen, einer ethnologischen und einer Goldsammlung. Es befindet sich im 1200 erbauten Schloss Burgdorf – gemeinsam mit einem Restaurant, einer Jugendherberge sowie einem Zeremonie- und Eventlokal. Es widmet sich der Geschichte von Schloss, Stadt Burgdorf sowie dem Emmental und den Austauschbeziehungen mit der Welt sowie der Goldgewinnung und -nutzung. Das Museum Schloss Burgdorf ist die gemeinsame Nachfolgeorganisation von Schlossmuseum Burgdorf, Museum für Völkerkunde Burgdorf und Helvetisches Goldmuseum Burgdorf.

## Geschichte

### Museum auf dem Schloss
Seit 1886 bestand das Schlossmuseum Burgdorf dem Schloss Burgdorf. Es wurde aus Bürgerinitiative der Rittersaalverein gegründet, um diesen historischen Raum zu schützen und der Öffentlichkeit zugänglich zu machen. Einen ersten Grundstock für die historische Sammlung bildeten Objekte der Burgergemeinde Burgdorf und von engagierten Privaten. 1959 konnte der Rittersaalverein den Bergfried, die Plattform des Torturms und acht Zimmer der Bevölkerung zugänglich machen, und das Schlossmuseum entwickelte sich weiter.
Im Jahr 2000 eröffnete das Helvetische Goldmuseum mit einer geologischen und kunsthandwerklichen Sammlung seine Ausstellungsräume. Nach einem grösseren Schlossumbau wurde das Museum 2020 unter dem neuen Namen Museum Schloss Burgdorf wieder eröffnet.
Mit dem Auszug von Gericht, Gefängnis und Regierungsstatthalteramt aus dem Schloss wurden 2012 weitere Räume frei, die nach einem umfangreichen Umbau seit 2020 durch das neue Museum, die Jugendherberge und ein Restaurant genutzt werden.

### Ethnologische Sammlung
Das frühere Museum für Völkerkunde Burgdorf ist eine ethnologische Sammlung, die auf der Sammlung von Heinrich Schiffmann (1872–1904) basierte. Der Sohn erfolgreicher Burgdorfer Käseexporteure erwarb auf seinen Reisen viele ethnografische Gegenstände und vererbte sie der Stadt. Die Sammlung umfasst Objekte aus Neuguinea (Nias, Bali), aber auch aus Afrika (Äthiopien/Abessinien) und Asien (Südindien).
Der erste Konservator des 1908 als «Schiffmann’sche Sammlung» gegründeten Museums war bis 1938 Arnold Kordt. 2011 zählte das Museum mit einem Jahresbudget von 43,000 Fr. und einem Personalbestand von 40 Stellenprozenten zu den kleineren Museen der Schweiz. Aus Geldmangel waren viele Exponate konservatorisch nicht sachgerecht in einem Estrich gelagert und daher wegen Temperatur- und Feuchtigkeitsschwankungen dem Verfall ausgesetzt.
Mit der Umnutzung des Schlosses Burgdorf in ein Museum, Jugendherberge und Restaurant 2017–2020 wurde die ethnologische Sammlung Teil des neu konzeptionierten Museum Schloss Burgdorf. Zahlreiche ethnologische Objekte werden heute in den neu gestalteten «Wunderkammern» gemeinsam mit kulturhistorischen Objekten präsentiert.

## Aktueller Betrieb
Das Museum Schloss Burgdorf ist eine von insgesamt 68 Kulturinstitutionen von regionaler Bedeutung im Kanton Bern. Als solche wird es von der Standortgemeinde Burgdorf, dem Kanton Bern und den Gemeinden der Verwaltungsregion Emmental mit jährlichen Betriebsbeiträgen unterstützt. In seinem zweiten Betriebsjahr 2021 hatte das Museum Schloss Burgdorf über 23'000 Besucher.
Im Museum sind Objekte aus drei Sammlungen präsentiert: der regionalgeschichtlichen Sammlung des Rittersaalvereins, der ethnologischen Sammlung Burgdorf und der Goldkammer Schweiz. Die Ausstellungen umfassen verschiedene Formate: von Wunderkammern über Themenkabinette und historische Räume bis zu Multimedia-Shows und Mitmachstationen. Das Museum Schloss Burgdorf legt in seiner Arbeit einen Schwerpunkt auf die Bildung und Vermittlung, insbesondere mit Angeboten für Schulklassen der verschiedenen Altersstufen.

## Ausstellungen
Seit der Eröffnung des Museums Schloss Burgdorf im Juni 2020 fanden folgende Ausstellungen statt:
- Juni 2020 – August 2021: Mein Ding. Persönliche Objekte für das Museum des 21. Jahrhunderts
- Juni 2020 – August 2021: Kleinstadt-Ekstasen. (Lebens-)Künstler aus Burgdorf
- März 2021 – August 2021: Die Zähringer. Mythos und Wirklichkeit
- September 2021 – Dezember 2021: Baustelle zur Frauengeschichte. Partizipative Ausstellungsentwicklung
- März 2022 – Mai 2022: Ohren auf Reisen. Hörausstellung mit Menschen mit Migrationserfahrung
- April 2022 – … Macherinnen. Frauengeschichte aus Burgdorf und dem Emmental
- März – August 2023: Mondhörner. Rätselhafte Kultobjekte der Bronzezeit
- Juni 2023 – ... Freiheit! Eine musikalische Annäherung
- März – Dezember 2024: 100 Jahre Schweizer Jugendherbergen. Gemeinsam schmatzen, schnarchen, spielen

### Schloss Burgdorf
- Schweizer Kunstführer: Schloss Burgdorf, 2023

### Museum für Völkerkunde
- Museum für Völkerkunde Burgdorf (Hrsg.): Einblicke, Durchblicke, Ausblicke. Burgdorf 1995.
- Die ethnografische Schiffmannsammlung von Burgdorf. In: Die Berner Woche in Wort und Bild. Ein Blatt für heimatliche Art und Kunst. Band 9, Heft 45, 1919, S. 533–536 (Digitalisat).